# Procambridgea lamington
Procambridgea lamington är en spindelart som beskrevs av Davies 200. Procambridgea lamington ingår i släktet Procambridgea och familjen Stiphidiidae.
Artens utbredningsområde är Queensland. Inga underarter finns listade i Catalogue of Life.